# Karoline Næss
Karoline Næss Mamelund (24 juli 1987) is een voormalig Noorse handbalspeler die deel uitmaakte van het Noorse Team.

## Carrière

### Club
Næss begon met handballen in de jeugd van Vålerenga IF. In 2004 stapte ze over naar Nordstrand IF, waar ze vanuit de junioren doorstroomde naar het eerste team. Voorafgaan aan seizoen 2007/08 tekende ze een contract bij Stabæk Håndball, waar ze tot 2016 speelde.

### Nationaal team
Næss speelde 6 interlands voor het Noorse U-18 team, waarin ze 12 doelpunten maakte.
Op 26 maart 2011 maakte ze haar debuut voor het Noorse nationale team in een wedstrijd tegen Rusland. Later dat jaar werd ze geselecteerd voor het WK in Brazilië waar de Noorse ploeg goud won. In 2012 werd ze geselecteerd voor 2012 Londen.

## Privé
Næss is getrouwd met voormalig handballer Erlend Mamelund